# Euphorbia gueinzii
Euphorbia gueinzii es una especie fanerógama perteneciente a la familia de las euforbiáceas.  Es originaria de Sudáfrica.

## Descripción
Es una planta tuberosa arraigada perenne, dioica; con varios tallos a menudo, de 5 a 20 cm de alto, simples o ramificados, herbáceos, escasamente a densamente cubiertos de pelos bastante largos u ocasionalmente glabros; hoja laxa o numerosas, alternas, frente a la floración total o parcialmente de las bifurcaciones del tronco, subsésiles o muy cortamente pecioladas,  amplias, lineales, lanceoladas u oblongo-lanceoladas o elípticas u ovadas-lanceoladas, agudas, cuneiformes o redondeadas en la base, generalmente glabras en ambos lados, en raras ocasiones, con algunos pelos largos por debajo o en ambos lados; brácteas como las hojas; involucros en cimas terminales de las hojas o de aisladas en las horquillas de las ramas, sobre pedúnculos.

## Taxonomía
Euphorbia gueinzii fue descrita por Pierre Edmond Boissier y publicado en Prodromus Systematis Naturalis Regni Vegetabilis 15(2): 71. 1862.
Etimología
Euphorbia: nombre genérico que deriva del médico griego del rey Juba II de Mauritania (52 a 50 a. C. - 23), Euphorbus, en su honor – o en alusión a su gran vientre –  ya que usaba médicamente Euphorbia resinifera. En 1753 Carlos Linneo asignó el nombre a todo el género.
gueinzii: epíteto otorgado  en honor del botánico, farmacéutico y naturalista alemán Wilhelm Guenzius (1813-1874) quien recolectó plantas en Sudáfrica.
Sinonimia
- Euphorbia albovillosa Pax
- Euphorbia gueinzii var. albovillosa (Pax) N.E.Br.
- Euphorbia gueinzii var. gueinzii[5][6]